# 殺竜事件-a case of dragonslayer
『殺竜事件―a case of dragonslayer』（さつりゅうじけん）は上遠野浩平著、イラスト金子一馬担当の小説。「事件シリーズ」または「戦地調停士シリーズ」）の第一作目。講談社ノベルス刊（2000年）。
現在、「殺竜事件」「紫骸城事件」「海賊島事件」「禁涙境事件」「残酷号事件」「無傷姫事件」の六作の長編が出巻されている。

## ストーリー
舞台は魔法が発達し文明が成り立った世界。戦争の調停に選ばれた地で、人類が生まれる前から存在した最強・不死身・無敵と評される絶対的存在の竜が刺殺された。戦地調停士EDはこの事件の謎を解くため1ヶ月の期限の中、仲間と共に世界に散らばる容疑者を巡る旅に出る。

## 登場人物
ED（エド）
本名エドワース・シーズワークス・マークウィッスル。通称ED。七海連合の戦地調停士。界面干渉学という特殊な学問の先生を副業としており（趣味による部分が多い）、普段はそちら名乗っている。言葉遣いは丁寧だが誰に対しても遠慮なく興味のままに話を進め、権力者の前でもそれを押し通す強引な性格。顔の仮面は何時如何なる時も外さない。仮面の下には「我々はどこの国にも属さず生き抜く」という難民の印である「オピオン」という蛇の刺青を右目の回りに刻んでいる（4巻でその経緯について少しだけ語られる）。この難民達は、自分達の事を「オピオンの子供たち」と呼んでいる。体中の関節が外せ、難民時代に技を身につけたのではとレーゼに推測されている。
ヒースロゥ・クリストフ
別名「風の騎士」と呼ばれる七海連合少佐で名を名乗るだけで軍兵が怖気づくほどの実力者。困っている人間は見逃せない性。魔法は使えないが戦士の勘は鋭く正確。1巻では魔法結界を剣撃で破壊、2巻では歴史上誰も傷すら付けることのできなかった紫骸城の正面扉を切り抜く、3巻では海洋生物最強の大海蟲を僅か三撃で撃退、5巻では最恐の剣豪レギューンを一騎打ちで押すなど常人離れした身体能力がうかがえる。EDの友人であり、レーゼとは同窓。2巻の主役フロスともレーゼとは学年違いで同窓であり仕事仲間である。EDからは「ヒース」と呼ばれている。
レーゼ・リスカッセ
カッタータの特務大尉で物語の語り部。常に一歩下がり遠慮気味な言動をする偉ぶらない性格。「若い女性」であることを理由に調停の立ち合い人に選ばれる。賭博の達人だが、その腕を披露することは滅多にない。3巻ではEDや海賊達から事件の主役を任せられる。年齢は作中において二十代半ば。上記の二人も同い年と思われる。ヒースロゥに特殊な感情を抱いている節がある。

## 特殊用語
戦地調停士
七海連合に所属する戦争を交渉で沈静化する揉め事処理のスペシャリスト。総員は23人（三作目以降は24人）で王族の数より少ない。何にも揺るがされずに常に中立の立場に立ち、自分の意見を貫き通すことができる人間が採用される。そのため全員が揃いも揃って変り者ばかりである。あくまで戦争を調停するという職務優先で動くため、戦争後の復興のことは考えないことが多い（戦地調停の代償によって衰退し滅んでしまう国もある）。
七海連合
国土なき国家と称される世界最高峰の政府組織。海賊島を除く世界全域に領土を置いている。火山噴火の際に流通を確保するための商人の集まりが組織誕生のきっかけである。2巻で同レベルの勢力を誇る魔導師ギルドを紫骸城での一件で傘下に取り込み勢力をさらに広げた。
界面干渉学
この世界とは異なる世界（ブギーポップシリーズの世界）からの漂流物を調べる学問。一般への認知は無いに等しいほど低い。漂流物は戦車、拳銃、鋏、本などがあり、指切りや十字架などの文化も研究の対象にされている。EDの副業でもある。